# Рахмон, Эмомали
Эмомали́ Рахмо́н (тадж. Эмомалӣ Раҳмон; до 21 марта 2007 года — Эмомали́ Шари́пович Рахмо́нов (тадж. Эмомалӣ Шарифович Раҳмонов); род. 5 октября 1952, Дангара, Таджикская ССР, СССР) — таджикский государственный и политический деятель, второй президент Республики Таджикистан с 16 ноября 1994 года.
27 ноября 1992 года после упразднения в стране должности президента на заре гражданской войны (1992—1997) стал председателем Верховного Совета Республики Таджикистан в качестве компромиссной кандидатуры между коммунистами и неокоммунистами с одной стороны, и исламскими, националистическими и либерально-демократическими силами (Объединённая таджикская оппозиция) с другой. Оставался в этой должности до 16 ноября 1994 года, когда должность президента Таджикистана была восстановлена. С 18 марта 1998 года одновременно является лидером главенствующей в парламенте Таджикистана левоцентристской Народно-демократической партии Таджикистана. 30 сентября 1999 года сроком на один год был избран заместителем председателя Генеральной Ассамблеи ООН.
С 25 декабря 2015 года носит пожизненный титул «Пешво́и милла́т», что означает «Лидер нации», полностью — «Основатель мира и национального единства — Лидер нации». Пять раз (в 1994, 1999, 2006, 2013 и 2020) побеждал на президентских выборах, кроме того, продлевал и реформировал свои полномочия по результатам всенародных конституционных референдумов 1999 и 2003 годов. По результатам последнего всенародного конституционного референдума 22 мая 2016 года приняты поправки, снявшие ограничения по количеству переизбраний на должность президента Таджикистана и снижающие возрастной ценз для баллотирующихся на должность президента с 35 до 30 лет.
В период правления Рахмона в Таджикистане установился авторитарный режим, который характеризуется культом личности, репрессиями в отношении политических оппонентов, серьезными нарушениями прав человека, проведением несвободных и несправедливых выборов, безудержной коррупцией и непотизмом.

## Ранние годы и карьера
Эмомали Рахмонов родился 5 октября 1952 года в посёлке Дангара Дангаринского района Кулябской области Таджикской ССР. Был самым младшим из трёх сыновей в семье. Его родители были потомственными дехканами. Отец — Шариф Рахмонов — умер в 1992 году, незадолго до избрания сына председателем Верховного Совета Таджикистана. Мать — Майрам Шарифова — скончалась в 2004 году, в возрасте 94 лет, в результате тяжёлой болезни. Окончив среднюю школу, поступил в ПТУ № 40 города Калининабад в одноимённом районе Кулябской области и окончил его в 1969 году со специальностью «мастер-электрик». После окончания ПТУ был распределён на работу на маслозавод города Курган-Тюбе мастером-электриком. В 1971 году был призван в Советскую Армию и до 1974 года служил на Тихоокеанском флоте в Приморском крае, получил звание старшего матроса. После возвращения из армии вернулся на работу на маслозавод, где работал до 1976 года. По некоторым данным, небольшое время работал продавцом, а с 1976 года секретарём правления колхоза Дангаринского района. Поступил на экономический факультет Таджикского государственного университета имени Ленина (ныне Таджикский национальный университет) в Душанбе, который заочно окончил в 1982 году. После окончания учёбы стал председателем профкома вышеупомянутого колхоза, одновременно занимая должность в партийных органах КПСС. В июне 1988 года стал директором образцового совхоза имени Ленина в Дангаринском районе и занимал эту должность вплоть до ноября 1992 года. В феврале 1990 года был избран народным депутатом Верховного Совета Таджикской ССР 12-го созыва от Коммунистической партии Таджикской ССР (в составе КПСС). Со 2 по 19 ноября 1992 года возглавлял родную Кулябскую область в качестве председателя облисполкома, заменив Джиёнхона Ризоева, который был внезапно убит.

## Президент Таджикистана

### Приход к власти, окончание гражданской войны
В марте 1992 года в Таджикистане началась гражданская война. 7 сентября 1992 года президент Таджикистана Рахмон Набиев под давлением вооруженной оппозиции подписал заявление об отставке с поста президента. С 16 ноября по 2 декабря 1992 года в селении Арбоб под Худжандом прошла 16-я «примирительная» сессия Верховного Совета Республики Таджикистан, который принял отставку Рахмона Набиева и избрал представителя кулябского клана Эмомали Рахмона председателем Верховного Совета. В интервью «Независимой газете» Набиев заявил, что «с радостью воспринял избрание председателем Верховного Совета Эмомали Рахмонова». Представители «Народно-демократической армии Таджикистана», контролировавшей столицу, спустя два дня заявили по республиканскому радио, что считают новое руководство страны во главе с Рахмоновым «вероломным и коммунистически одиозным» и что они не впустят в Душанбе новое правительство, базировавшееся в Худжанде. 26 ноября полевой командир и основатель Народного фронта, экс-председатель Верховного Совета Сафарали Кенджаев, вместе с гиссарской группировкой развернул наступление на столицу. 10 декабря в Душанбе с боями вошёл специальный батальон полевого командира Народного фронта, министра внутренних дел Якуба Салимова. Вместе с ним в город прибыли Эмомали Рахмонов и члены правительства. Отряды исламистов и демократов были вытеснены на восток страны; часть из них отступила в Афганистан. Основные боевые действия теперь переместились в Каратегин (Гарм, Ромит) и Дарваз (Тавильдара). Доминирующей политической силой в стране стали кулябцы, к числу которых относился и Эмомали Рахмонов. По словам одного политического аналитика, «Куляб выиграл войну и стал хозяином республики», но «как регион Куляб ничего не выиграл от правления Рахмонова».
6 ноября 1994 года в Таджикистане прошли референдум по новой конституции и президентские выборы, на которых было два кандидата — Эмомали Рахмонов и Абдумалик Абдулладжанов; победу на выборах одержал Рахмонов, набравший 58,7 % голосов (за конституцию проголосовали 95,7 % избирателей). Оппозиция выборы и референдум проигнорировала, а сторонники Абулладжанова обвинили Рахмонова в фальсификациях. В феврале-марте 1995 года в стране состоялись парламентские выборы. Большинство избранных депутатов были выходцами из Куляба, бывшими боевиками Народного фронта и коммунистами.
26 января 1996 года командир 1-й мотострелковой бригады Махмуд Худойбердыев захватил власть в Курган-Тюбе. Он двинул свою бригаду на столицу, потребовав отставки высокопоставленных чиновников правительства. На следующий день произошёл мятеж в городе Турсунзаде, где власть захватил бывший мэр Бойматов. 1 февраля Рахмонов ответил на требования мятежников:
«Мы хорошо помним, к чему приводят подобные требования. В 1991-1992 годах они начинались так же: сначала с отставки отдельных членов правительства, потом полная блокада Душанбе, требования отставки уже президента Таджикистана, — а затем вылились в гражданскую войну».
Несмотря на это заявление, Рахмонов пошёл на уступки мятежникам. 4 февраля он отправил в отставку первого вице-премьера Махмадсаида Убайдуллоева, главу своего аппарата Изатулло Хаёева и руководителя хукумата Хатлонской области Абдужалола Салимова; со своей стороны парламент Таджикистана принял постановление об амнистии всем участникам мятежа с условием, что они сдадут оружие к 7 февраля. Утром следующего дня мятежная бригада начала возвращаться в свои казармы и сдавать оружие и тяжёлую бронетехнику. 7 февраля Рахмонов подписал указ о назначении премьер-министром страны Яхьё Азимова. Пресс-секретарь президента России Сергей Медведев назвал действия президента «победой разума и здравого смысла».
На фоне усиления в Афганистане власти талибов 27 июня 1997 года было заключено перемирие между правительством Рахмонова и Объединённой таджикской оппозицией. Исламисты влились в государственные структуры, включая парламент и армию, что послужило окончанием Гражданской войны. Один из полевых командиров — Мулло Абдулло (Абдулло Рахимов), контролировавший в годы войны район Дарбанда, отказался признать мирное соглашение, он и его сторонники не сложили оружие и продолжали мятеж до 1999 года, когда он с небольшим отрядом перебрался в Афганистан. В 2009 году Абдулло вернулся в Таджикистан с сотней бойцов и возобновил активную деятельность на территории страны, но в 2011 году был уничтожен в ходе военной операции.

### Внутренняя политика

#### Ограниченная декоммунизация и десоветизация
Несмотря на то, что Эмомали Рахмон в прошлом работал в партийных органах КПСС, начиная с 2000-х годов он начал негромкую, но заметную декоммунизацию по всей стране. Была переименована большая часть улиц, проспектов, парков, скверов, учреждений и населённых пунктов, носивших имена советских деятелей, демонтированы почти все памятники советским деятелям, в том числе памятники Владимиру Ленину (последний и единственный на территории республики памятник Ленину сохранился у Нурекской ГЭС). 9 мая официально на государственном уровне отмечается как «День Победы» и является выходным днём; почитаются ветераны боевых действий и ветераны труда.

#### Стабилизация власти
26 сентября 1999 года прошёл референдум по внесению поправок к конституции, в числе которых поправки об учреждении двухпалатного парламента и увеличение срока президентских полномочий с четырёх до семи лет. За принятие поправок к основному закону страны проголосовало 61,9 % избирателей. В конце сентября Рахмонов был избран сроком на год на пост заместителя председателя Генеральной Ассамблеи ООН. На состоявшихся 6 ноября президентских выборах Рахмонов одержал победу, набрав 96,9 % голосов.
В течение последующих лет с момента окончания Гражданской войны Эмомали Рахмонов сумел усилить собственные позиции и устранить с политической арены своих конкурентов. 30 апреля 1997 года на него было организовано первое покушение, когда во время торжественной церемонии празднования 65-летия местного университета в Ходженте была взорвана осколочная граната, в результате чего он был ранен. Президента тогда спас Якуб Салимов, вовремя оттолкнувший главу государства и прикрыв его своим телом. Выступая по таджикскому телевидению, Рахмонов даже сказал: «Таджики, вы должны помнить, кто спас вашего президента, это всегда будут помнить мои дети и дети моих детей!». Однако совсем скоро Салимова, находившегося в Турции в должности таджикского посла, заочно обвинили в злоупотреблении служебными полномочиями, торговле оружием, создании преступных группировок и попытке организации переворота. Салимов перебрался в Россию, где в июне 2003 года был арестован по запросу генпрокуратуры Таджикистана и экстрадирован в феврале 2004 года на родину. Таджикский суд приговорил его к 15 годам тюремного заключения, признав виновным в измене родине путём сговора с целью захвата власти, бандитизме и т. п. Помимо него, в Москве в декабре 2004 года по запросу генпрокуратуры Таджикистана также арестовали главу Демократической партии Таджикистана Махмадрузи Искандарова, но российская сторона не нашла оснований для его выдачи таджикским властям и он был освобождён. Однако в апреле 2005 года он неожиданно исчез и вскоре оказался в СИЗО министерства государственной безопасности Таджикистана. Кроме них за решёткой оказались такие влиятельные политики, как экс-начальник президентской гвардии Гаффор Мирзоев, бывшие руководители Объединённой таджикской оппозиции (ОТО) и экс-глава таможенного комитета Мирзоходжи Низомов.

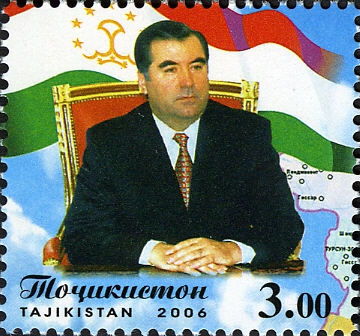
Эмомали Рахмон на почтовой марке Таджикистана

8 ноября 2001 года произошло второе покушение на Рахмонова. Около трибуны, с которой он выступал, террорист-смертник привёл в действие самодельное устройство, но никто не пострадал.
В августе 2003 года в Москве по запросу таджикской генпрокуратуры был задержан бывший министр торговли Хабибуло Насруллоев, которого таджикские власти обвинили в причастности к незаконным вооружённым формированиям, преследующим цель свержения государственной власти в Таджикистане. Ранее Хабибуло Насруллоев активно участвовал в деятельности Народного фронта, но на президентских выборах 1994 года публично поддержал соперника Эмомали Рахмонова — Абдумалика Абдулладжанова.
22 июня 2003 года состоялся очередной референдум по внесению поправок в конституцию, одобренный гражданами страны. В числе поправок были разрешение занимать президенту не один, а два семилетних срока подряд, а также удаление ограничения на возраст кандидата в президенты. В одной из поправок говорится, что «выборы президента на два срока подряд начинаются после прекращения полномочий действующего президента». Таким образом, предыдущие президентские сроки Эмомали Рахмонова становились нулевыми и он мог идти на следующие выборы как на первый срок. На президентских выборах 2006 года Эмомали Рахмонов одержал победу, набрав в первом туре 79,3 % голосов.
Эмомали Рахмоновым был предпринят ряд шагов, направленных, по его убеждению, на усиление позитивной роли религии в воспитании подрастающего поколения, против проявлений религиозного экстремизма. Президент, в частности, в 2010 году призвал родителей вернуть своих детей из медресе в исламских странах, заявив, что «они там вместо мулл становятся террористами и экстремистами». В течение года на родину было возвращено около полутора тысяч студентов из Египта, Ирана, Пакистана, Объединённых Арабских Эмиратов. В декабре того же года им был инициирован законопроект «Об ответственности родителей», запрещающий несовершеннолетним (за исключением тех, кто учится в религиозных учебных заведениях) посещать мечети во время школьных занятий, за исключением религиозных праздников. Закон, вводивший в случае его нарушения меры наказания от штрафа вплоть до лишения родительских прав, был одобрен двумя палатами парламента.
В «Индексе демократии стран мира 2011 года», составленного Economist Intelligence Unit, Таджикистан занял 151-е место как страна с авторитарным режимом.

#### Социально-экономическая ситуация
Ещё до распада СССР Таджикская ССР являлась одной из самых бедных советских республик. Гражданская война в Таджикистане унесла от 60 до 150 тыс. человеческих жизней, ущерб составил 7 млрд долл., что составляло 18 годовых бюджетов страны. Наиболее острой проблемой в Таджикистане стала бедность. По данным Всемирного банка, основанных на обследовании уровня бедности в 1999 году, в стране до 83 % населения находилось ниже черты бедности. В целях её преодоления в 2002 году Маджлисом намояндогон Маджлиси Оли был утверждён разработанный правительством Документ стратегии сокращения бедности. В соответствии с методом оценки основных потребностей домохозяйств уровень бедности в Таджикистане сократился с 72,4 % в 2003 г. до 53,5 % в 2007 г., а в 2011 г. официально составил 45 %.
Экономика Таджикистана оказалась в огромной зависимости от средств, зарабатываемых трудовыми эмигрантами. По итогам 2011 года, по данным Всемирного банка, в процентном отношении к ВВП страны Таджикистан стал лидером по поступлениям денежных переводов от мигрантов, составившие 47 % от ВВП республики.

#### Преобразования в укладе жизни общества

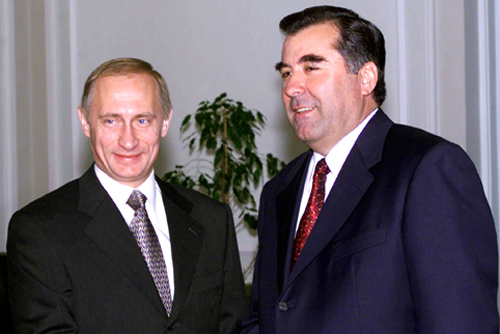
Эмомали Рахмонов и Владимир Путин. Минск, 2000 год

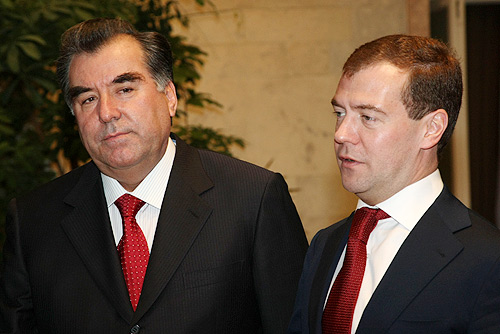
Эмомали Рахмон и Дмитрий Медведев. Москва, 2009 год

В 2006 году, посещая сельское учебное заведение, президент заметил у учительницы школы золотые зубы. Увидев это, он сказал: «Как же мы сможем убедить международные организации в том, что мы бедные, если у нас сельские учителя ходят с золотыми зубами!» После этого всем гражданам Таджикистана было велено удалить золотые коронки. Под редакцией Талбака Назарова в Таджикистане в свет вышли семь книг: «Эмомали Рахмонов — спаситель нации» (охватывает период с 1992 по 1995 год), «Эмомали Рахмонов — основоположник мира и национального единства» (1996—1999), «Эмомали Рахмонов — начало этапа созидания» (2000—2003), «Эмомали Рахмонов — год, равный векам» (2004), «Эмомали Рахмонов: год культуры мира» (2005) и «Эмомали Рахмонов: год арийской цивилизации» (2006). Издания были приурочены к 15-летию независимости страны, 2700-летию городу Куляб и Году арийской цивилизации, объявленному по распоряжению президента в 2006 году.
21 марта 2007 года Рахмонов, выступая перед собранием представителей таджикской интеллигенции, призвал к тому, что «необходимо вернуться к нашим культурным корням и использовать национальную топонимику». В частности, он решил изменить своё имя и именоваться не Эмомали Рахмоновым, а Эмомали Рахмоном. Президент отметил:
«Например, в различных документах, в том числе международных, мои имя и фамилию называют по-разному. Поэтому я хотел бы, чтобы меня называли Эмомали Рахмоном, по имени покойного отца».
Помимо имени Эмомали Рахмон решил вернуть таджикский народ к национальным традициям. Своим указом он запретил ЗАГСам регистрировать детей, фамилии которых имеют славянские окончания «-ев» и «-ов», разрешив использовать только персидские варианты их написания. В школах запрещено было отмечать «Последний звонок» и «Праздник букваря», поскольку, по мнению главы государства, на родителей эти праздники «из-за своей чрезмерной пышности и дороговизны ложатся непосильным бременем»; детям запретили приносить с собой в класс мобильные телефоны и приезжать в школу на машине, поскольку всё это мешает учёбе. В том же году Рахмон инициировал принятие закона «О порядке проведения обрядов и традиций в Республике Таджикистан», запрещающий проводить пышные свадьбы и похороны. Эта затея была инициирована в целях экономии сбережений граждан, поскольку, по мнению Рахмона, расточительства на пышные церемонии отрицательно влияют на семейный бюджет и бюджет государства. Согласно разработанному Эмомали Рахмоном законопроекту, устанавливается определённое количество приглашённых, отменяются смотрины, девичники и мальчишники, а также распространённые в Таджикистане поминальные встречи через 20 дней; свадебные расходы должны поровну делиться между женихом и невестой. Нарушившие закон граждане должны были платить штраф.
В июле 2009 года президент внёс в парламент проект нового закона о языке. В телевизионном обращении по случаю 20-летней годовщины первого закона о языке он заявил: «О величии нации можно судить прежде всего по тому, насколько её представители оберегают и уважают свой национальный язык». Глава государства сказал:
«Настало наконец время, когда нам, подобно другим развитым и цивилизованным странам, следует озаботиться чистотой своего государственного языка, упорядочить включение любых новых элементов в язык на основе литературных норм и положить конец всяческим искажениям речи и правописания».

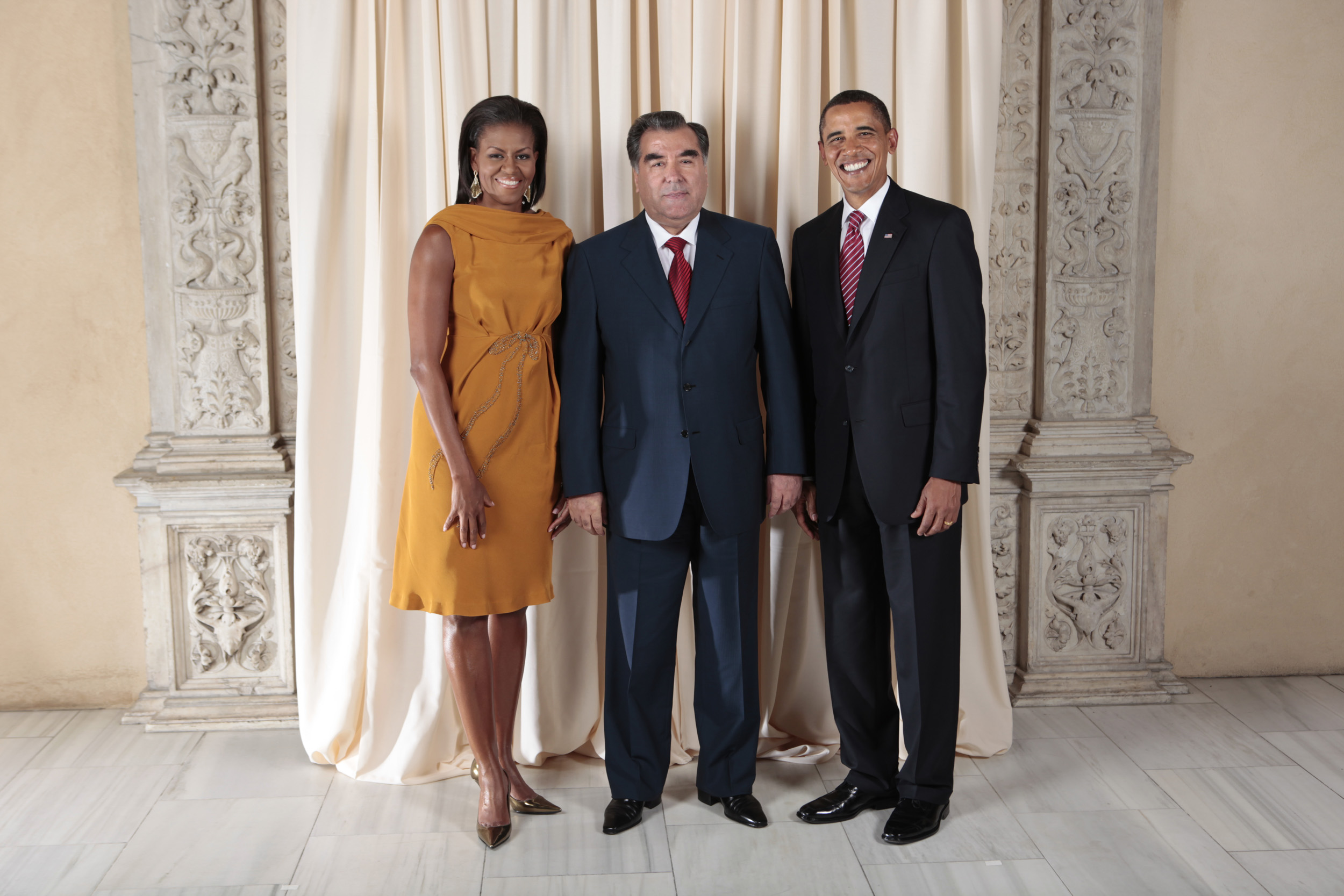
Эмомали Рахмон с президентом США Бараком Обамой и его супругой Мишель

В начале октября 2009 года парламент страны принял, а президент подписал закон «О государственном языке». Данный закон устанавливает таджикский язык единственным для общения с органами государственной власти и управления, в то время как Конституция Таджикистана провозглашает русский язык языком межнационального общения. Комментируя дискуссию вокруг Закона о языке, Эмомали Рахмон сказал:
«Нам несколько не понятна шумиха, поднятая в СМИ, вокруг нового закона о государственном языке. Само название говорит о том, что этот закон регулирует сферу применения только таджикского языка. А русский язык в Таджикистане имеет конституционный статус — языка  межнационального общения. И никто не собирается пересматривать его».

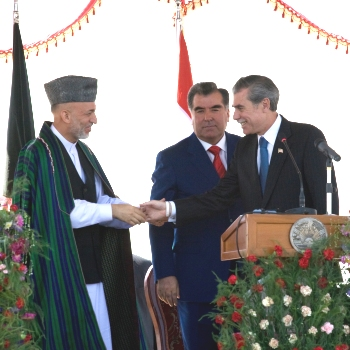
Эмомали Рахмон с президентом Афганистана Хамидом Карзаем и министром торговли США Карлосом Гутьерресом на церемонии открытия нового таджикско-афганского моста через Пяндж. 2007 год

Однако 4 марта 2010 года Верхняя палата парламента Таджикистана приняла в закон поправки, согласно которым все законы и нормативно-правовые акты в стране в официальной прессе должны печататься только на таджикском языке, в результате чего русский язык полностью был исключён из делопроизводства в Таджикистане. Сенатор и таджикский литератор Мехмон Бахти, представляя поправки, подчеркнул: «ранее такие документы печатались на двух языках — таджикском и русском, теперь, с принятием в прошлом году нового закона о государственном языке, такая необходимость отпала».

#### Изменение топонимики
При Рахмоне в Таджикистане прошла волна переименований населённых пунктов, носящих советские и тюркские названия. Город Ура-Тюбе стал Истаравшаном, Курган-Тюбе — Бохтаром, Чкаловск — Бустоном, Ленинабадская область стала Согдийской, Гармский район — Раштским. Также был переименован ряд кишлаков и горные вершины. Новые названия получили многие улицы, ранее носившие имена российских и советских деятелей (Пушкина, Гоголя, Гагарина и других).

### Внешняя политика
Во внешней политике есть проблемные отношения с соседними республиками за водные ресурсы. В период своего президентства Рахмонову удалось урегулировать 130-летний территориальный спор с Китаем. Во время своего визита в Пекин в мае 2003 года он согласился уступить КНР 1,1 тыс. км² в районе Восточного Памира, хотя изначально Китай претендовал на 28,5 тыс. км² (почти 20 % территории Таджикистана). 12 января 2011 года Парламент Таджикистан ратифицировал протокол демаркации китайско-таджикской границы, по которому Китаю отошли 1,1 тыс. км² спорных территорий (0,77 % территории Таджикистана).
В августе 2011 года Европейский совет по международным отношениям присвоил Рахмону звание «Лидер XXI века»[значимость факта?].

### Культ личности
В Таджикистане существует масштабный культ личности президента Эмомали Рахмона. В декабре 2015 года Эмомали Рахмон подписал предложенный парламентом республики Закон Республики Таджикистан «Об Основателе мира и национального единства — Лидере нации», и ему был присвоен официальный титул «Основатель мира и национального единства — Лидер нации». Кроме официального титула, государственные СМИ, официальные лица и провластные слои населения называют Эмомали Рахмона различными пышными титулами и эпитетами, среди которых «Его величество», «Его превосходительство», «Лидер нации», «Наш спаситель» и другие. Во всех государственных учреждениях в обязательном порядке имеются портреты Рахмона.
Во всех городах и населённых пунктах улицы полны большими изображениями Эмомали Рахмона и его цитат. Сторонники Рахмона не видят ничего плохого в проявлении «народной любви» к нему, указывая на многочисленные заслуги Рахмона перед Таджикистаном, а критики Рахмона и представители таджикской оппозиции заявляют о том, что многочисленные портреты и цитаты Рахмона говорят о существовании масштабного культа личности. По данным Би-би-си, в каждой области и каждом районе страны вывешены изображения Рахмона, которые «привязаны» к тому, что происходит в конкретном регионе страны. Например, на въезде в город Рогун вывешены фотографии президента в каске на фоне строителей и объектов Рогунской ГЭС, дальнейшее строительство которой считается стратегически важным для страны. В регионах, где развито садоводство, часто можно встретить изображения Рахмона на фоне фруктовых садов и виноградников, и при этом часто изображения дополняются либо цитатами из речей Рахмона, либо словами восхваления из уст благодарных жителей. В правящей в стране Народно-демократической партии Таджикистана, лидером которой является сам Эмомали Рахмон, заявляли, что сам Эмомали Рахмон не приветствует эту практику, но активисты партии считают это необходимым для страны.

### Критика
Считается, что родственники Эмомали Рахмона получили многое от его режима; компаниям, близким к семье Рахмона, предоставляется привилегированный доступ к ключевым секторам бизнеса. Например, брат жены Рахмона — Хасан Садуллоев, он же Асадуллозода — является хозяином крупного «Ориён-банка», имеет коммерческие интересы в авиации, производстве хлопка, телекоммуникациях.
Утечка дипломатических телеграмм США от Wikileaks подтверждает, что Эмомали Рахмон и его семья глубоко вовлечены в крупномасштабную коррупцию. Телеграмма от 16 февраля 2010 года из посольства США в Таджикистане описывает, как Рахмон управляет экономикой страны для своей собственной выгоды. Семья Эмомали Рахмона управляет крупными бизнесами Таджикистана, в том числе крупнейшим банком, она «жестоко защищает свои интересы в бизнесе, несмотря на вред общей экономике». Единственные статьи экспорта Таджикистана — алюминий и электричество от ГЭС. В телеграмме утверждается, что большинство доходов государственной компании ТАЛКО оседает в скрытной оффшорной компании, контролируемой президентом, при этом лишь малая часть доходов попадает в государственную казну.

#### Скандал со свадьбой Рустама Эмомали
В мае 2013 года таджикские оппозиционеры раздобыли и выложили в сеть видео со свадьбы старшего сына Эмомали Рахмона — Рустама Эмомали, свадьба которого состоялась ещё в 2009 году, и о пышности которой среди народа ходили различные неподтверждённые слухи. Эти видео быстро распространились и стали популярны в YouTube и соцсетях. На кадрах было видно, что несмотря на установленные в Таджикистане ограничения на количество приглашённых гостей (не более 200 человек) на свадьбах и торжествах в целях экономии этих средств семей для использования на другие нужды, на свадьбе у сына президента было большое количество гостей и пышные столы. Оппозиция стала критиковать Рахмона в нарушении законов страны, подписанных им самим. Самым популярным стало видео со свадьбы, где пьяный Эмомали Рахмон танцевал и приставал к некоторым гостям, а также пел песни в пьяном виде. Из-за этого власти Таджикистана на некоторое время заблокировали в стране доступ к YouTube, но это вызвало обратный эффект (эффект Стрейзанд), и Эмомали Рахмон вызвал разочарование даже у некоторых своих сторонников, увидевших двуличие своего кумира. Позже доступ к YouTube был восстановлен.

## Личная жизнь

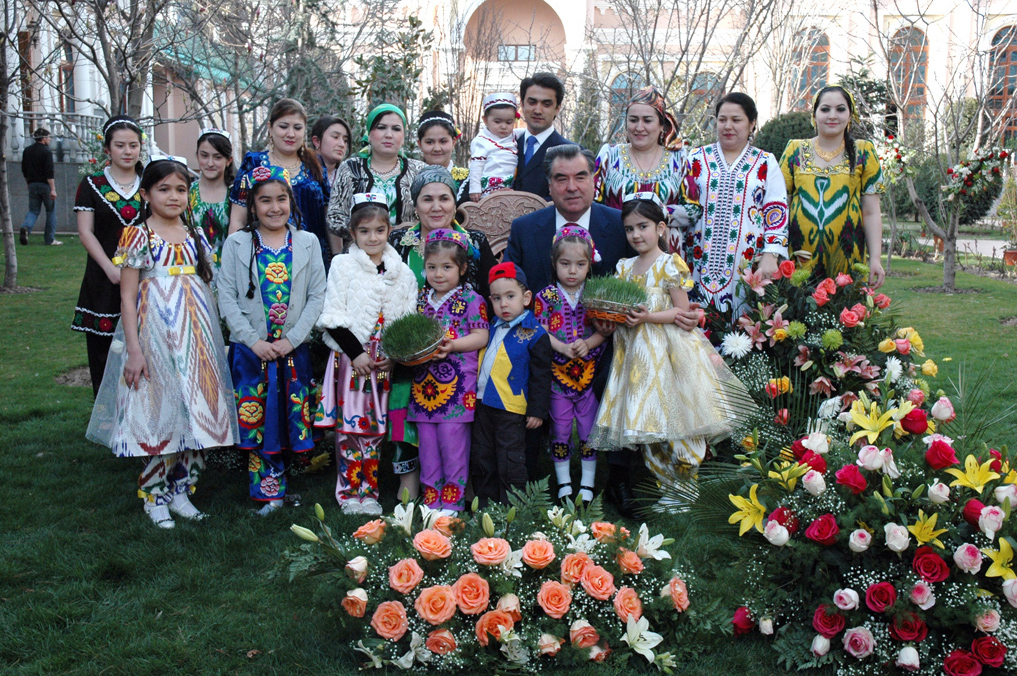
Эмомали Рахмон и его семья. Душанбе, 21 марта 2011 года

По вероисповеданию Эмомали Рахмон — мусульманин-суннит, приверженец ханафитского течения, традиционного и доминирующего в Средней Азии. В январе 2016 года, в ходе визита в Саудовскую Аравию, с супругой и некоторыми членами семьи совершил умру (малое паломничество) в Мекку. В 2007 году распорядился перевести Коран на таджикский язык. Эмомали Рахмон женат, супруга — Азизмо Асадуллоева, предположительно также родом из Дангары. О ней очень мало информации, по некоторым данным не имеет высшего образования, является домохозяйкой.
Отец Эмомали Рахмона — Шариф Рахмонов участвовал в Великой Отечественной войне, был награждён Орденом Славы 2-й и 3-й степеней. Мать — Майрам Шарифова скончалась в возрасте 94 лет в 2004 году.
Его родной брат — Файзиддин Рахмонов погиб в 1959 году во Львовской области Украинской ССР «при исполнении служебного долга» во время несения службы в рядах Советской Армии. Похоронен на кладбище города Рава-Русская.
У Эмомали Рахмона девять детей: семь дочерей (Фируза, Озода, Рухшона, Тахмина, Парвина, Заррина и Фарзона) и двое сыновей (Рустам и Сомон).
- Старшая дочь — Фиру́за (1975[79]) замужем за Амонулло Хукумовым, который является бывшим главой Таджикских железных дорог и крупным предпринимателем и представителем влиятельной семьи Хукумовых. По данным СМИ, сама Фируза также владеет компаниями и предприятиями в сфере строительства и торговли[80], а также сетью бутиков в Душанбе[81].
- Вторая дочь — Озода́ (1978) замужем за крупным финансистом Джамолиддином Нуралиевым, работающим в руководящих постах в Министерстве финансов Республики Таджикистан и в Национальном банке Таджикистана. По данным независимых СМИ, Нуралиев негласно владеет одним из крупнейших банков страны — «Спитамен Банком»[82], одним из крупнейших пивзаводов страны и акциями платных дорог. По некоторым данным Озода познакомилась с ним во время учёбы в Мэрилендском университете. У них пятеро детей[83].
- Третья дочь — Рухшо́на по образованию является дипломатом, работает в Министерстве иностранных дел Республики Таджикистан. По состоянию на 2017 год она являлась заместителем начальника Управления международных организаций Министерства иностранных дел Республики Таджикистан. В том же году издала свою первую книгу — «Основы дипломатической службы»[84][85][86]. Она замужем за Шамсулло Сохибовым, являющимся крупным предпринимателем, владельцем компании-монополиста по продаже горюче-смазочных материалов, крупным горнолыжным комплексом «Сафед Дара» а также другими компаниями[87][88].
- Четвёртая дочь — Тахми́на развелась со своим первым мужем в начале 2000-х годов. Им был один из сыновей политика Ёрмахмада Гулова. После развода с президентской дочкой, он эмигрировал из Таджикистана. Через несколько лет она вышла замуж за крупного риелтора Зарифбека Давлатова, который сейчас работает в Таможенной службе. По данным СМИ, супруги через подставные фирмы занимают одно из лидирующих мест на строительном рынке Душанбе и Худжанда, занимаются импортом дорогих автомобилей, а также владеют сетью магазинов, ювелирными салонами, кондитерской фабрикой, сетью торговых павильонов и одним из базаров Душанбе. Им также негласно принадлежит Агентство воздушной связи, которое монополизировало продажу авиабилетов в Таджикистане[88][89][90]
- Пятая дочь — Парви́на замужем за дипломатом Ашрафом Гуловым, который является сыном Шерали Гулова — бывшего председателя госкомитета по управлению госимуществом и бывшим министром энергетики и промышленности. Пара также имеет многочисленные компании и предприятия по всей стране[88].
- Шестая дочь — Зарина́ (1994)[91] в 2013 году вышла замуж за профессионального боксёра Сиёвуша Зухурова — сына главы Службы связи при правительстве республики Бега Зухурова. Училась в Великобритании. В 2010 году в 16-летнем возрасте, она для прохождения практики некоторое время работала диктором на «Первом канале» Таджикистана и вела новости на английском языке, а также вела несколько выпусков программы о психологии. Отмечалось, что для выделения эфирного времени для неё, пришлось внести изменения в эфирную сетку[92]. Позднее она становилась сначала одним из заместителей заместителя председателя правления «Ориёнбанка» (одного из крупнейших банков страны), в начале 2017 года уже заместителем председателя правления[93], и по неподтверждённым данным, стала уже непосредственно председателем правления «Ориёнбанка», который принадлежал шурину Эмомали Рахмона — Хасану Асадуллозоде[94].
- Седьмая дочь — Фарзо́на (1998). О её жизни практически нет никакой информации в сети. Известно, что в 2010 году (в 6-м классе) она завоевала золотую медаль по русскому языку на международной олимпиаде в Екатеринбурге[95].

В июне 2012 года был убит зять Рахмона Холмумин Сафаров, являвшийся директором Государственного предприятия лесного хозяйства и охоты Комитета по охране окружающей среды при Правительстве Республики Таджикистан.
27 января 2016 года Президент Таджикистана Эмомали Рахмон назначил свою дочь Озоду Рахмон руководителем президентской администрации. 36-летняя Озода Рахмон ранее исполняла обязанности первого заместителя министра иностранных дел Республики Таджикистан.

## Награды[78]

### Ордена и высшие степени отличия

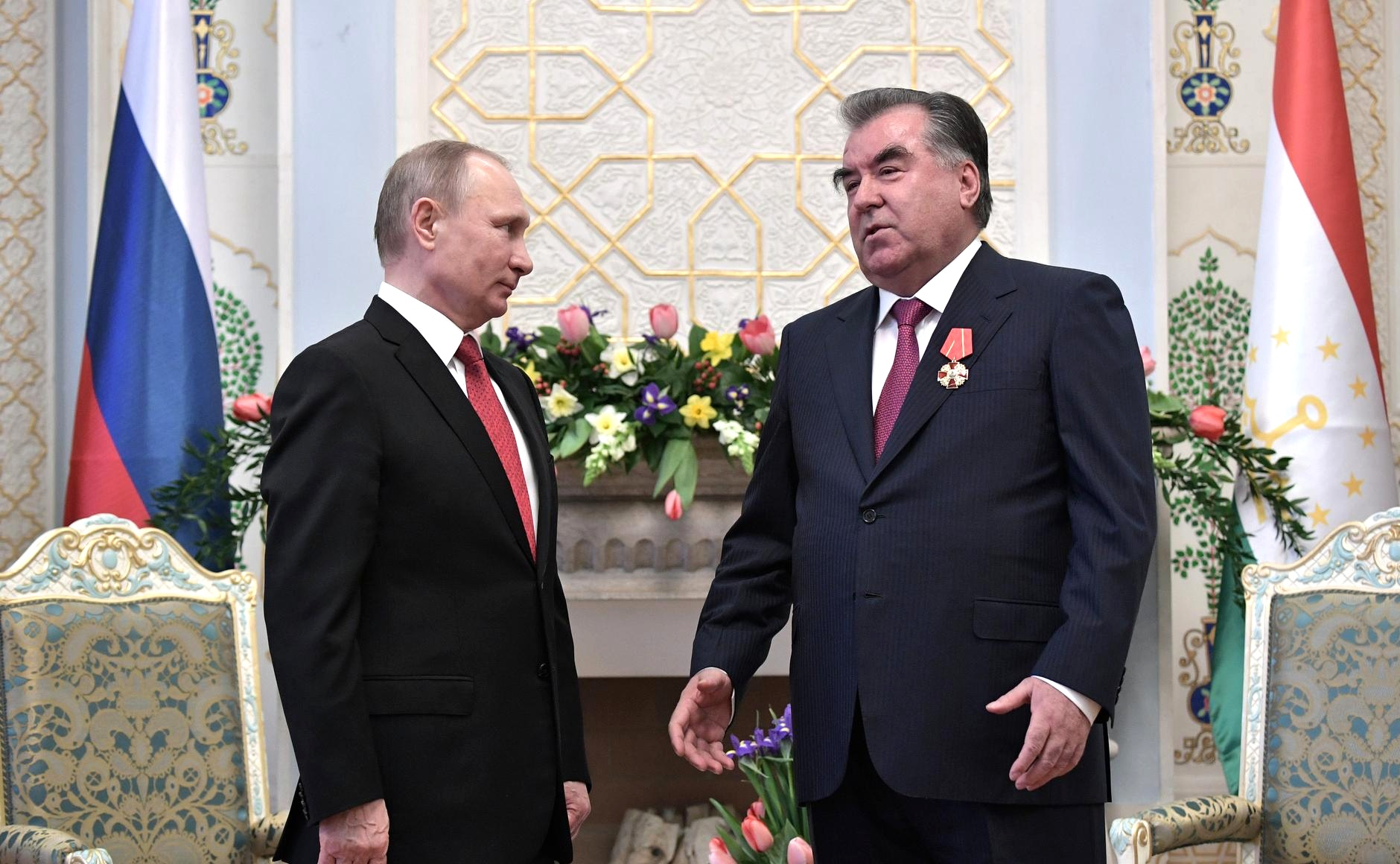
Награждение орденом Александра Невского.
Душанбе, 27 февраля 2017 года

- Герой Таджикистана (1999 год; единственный человек, удостоенный этого звания при жизни, а не посмертно)
- Орден «Достык» I степени (4 октября 2002 года, Казахстан) — за большой личный вклад в развитие казахстанско-таджикских отношений, содействие установлению взаимовыгодных политических, экономических и культурных связей между двумя государствами и их народами[98]
- Орден князя Ярослава Мудрого I степени (3 декабря 2008 года, Украина) — за выдающийся личный вклад в укрепление украинско-таджикских отношений[99]
- Медаль «10 лет Астане» (2008 год, Казахстан)[100]
- Кавалер Большого креста ордена Трёх звёзд с цепью (9 июля 2009 года, Латвия)[101]
- Орден Пакистана 1 класса (2011 год, Пакистан)[102]
- Орден Олимпийского совета Азии
- Отличие «Именное огнестрельное оружие» (1 сентября 2011 года, Украина)[103]
- Орден «За заслуги» І степени (15 декабря 2011 года, Украина) — за выдающийся личный вклад в укрепление украинско-таджикских межгосударственных отношений[104][105]
- Почётный орден Международного союза автомобильного транспорта
- Орден «Полумесяца и звезды» Международного комитета борьбы с терроризмом, наркотиками и экологическими преступлениями «INTERSAFETY» (2011 год)[106]
- Орден «Гейдар Алиев» (11 июля 2012 года, Азербайджан) — за особые заслуги в развитии дружественных связей и сотрудничества между Республикой Таджикистан и Азербайджанской Республикой[107][108]
- Орден Президента Туркменистана «Битараплык» (2012, Туркменистан) — за весомый вклад в развитие двустороннего сотрудничества между Туркменистаном и Республикой Таджикистан, а также большие личные заслуги в укреплении дружественных и братских отношений между туркменским и таджикским народами[109]
- Большая лента ордена Республики Сербия (2013, Сербия)[110]
- Орден Мубарака Великого (2013, Кувейт)[111]
- Орден Звезда Президента Таджикистана I степени (16 ноября 2013 года)[112]
- Цепь ордена аль-Халифа (28 мая 2014 года, Бахрейн)[113][114]
- Орден Александра Невского (26 февраля 2017 года, Россия) — за большой личный вклад в укрепление отношений стратегического партнёрства и союзничества между Российской Федерацией и Республикой Таджикистан, а также в обеспечение стабильности и безопасности в центральноазиатском регионе[115]
- Орден Парасат (14 марта 2018 года, Казахстан) — в знак мудрости и любви к Казахстану[116].
- Орден «Уважаемому народом и Родиной» (16 августа 2018 года, Узбекистан) — за выдающийся личный вклад в укрепление прочных многовековых уз дружбы, углубление отношений добрососедства и взаимопонимания, расширение исторически сложившихся многогранных культурных, гуманитарных, духовных и экономических связей между братскими узбекским и таджикским народами, за большие заслуги в развитии всестороннего сотрудничества Узбекистана и Таджикистана, эффективные инициативы для обеспечения безопасности, мира и стабильности в регионе[117]
- Орден «За заслуги перед Отечеством» III степени (4 октября 2022 года, Россия) — за большой личный вклад в укрепление отношений стратегического партнёрства и союзничества между Российской Федерацией и Республикой Таджикистан, а также в обеспечение региональной стабильности и безопасности[118]
- Орден Золотого орла (2 мая 2023 года, Казахстан) — за особый вклад в укрепление дружбы и сотрудничества между Республикой Казахстан и Республикой Таджикистан[119]
- Орден «Дуслык» (22 февраля 2024 года, Татарстан, Россия)[120]
- Орден Дружбы (5 июля 2024 года, Китай)[121]

### Медали и иные награды
- Медаль Туркменистана «Magtymguly Pyragynyň 300 ýyllygyna» (11 октября 2024 года, Туркменистан) — учитывая заслуги в расширении дружеских отношений между Туркменистаном и Республикой Таджикистан, в изучении, бережном сохранении, популяризации и донесении грядущим поколениям творческого наследия поэта-классика туркменской литературы Махтумкули Фраги, большой личный вклад в сближение и обогащение культур, укрепление дружбы, братства и взаимовыгодного сотрудничества между туркменским и таджикским народами, а также по случаю 300-летия туркменского поэта и мыслителя Махтумкули Фраги[122].
- Почётный знак Содружества Независимых Государств (5 октября 2007 года) — за большой вклад в укрепление и развитие Содружества, дружбы, добрососедства, взаимопонимания и взаимовыгодного сотрудничества в рамках Содружества Независимых Государств[123]
- Орден «Содружество» (25 марта 2002 года, Совет Межпарламентской Ассамблеи государств — участников Содружества Независимых Государств) — за активное участие в деятельности Межпарламентской Ассамблеи и её органов, вклад в укрепление дружбы между народами государств — участников Содружества[124]
- Медаль «За укрепление парламентского сотрудничества» (27 марта 2017 года, Межпарламентская ассамблея СНГ) — за особый вклад в развитие парламентаризма, укрепление демократии, обеспечение прав и свобод граждан в государствах — участниках Содружества Независимых Государств[125]
- Почётный знак «За заслуги в развитии культуры и искусства» (12 апреля 2018 года, Межпарламентская ассамблея СНГ) — за значительный вклад в формирование и развитие общего культурного пространства государств — участников Содружества Независимых Государств, в реализацию идей сотрудничества в сфере культуры и искусства[126]
- Медаль «МПА СНГ. 25 лет» (27 марта 2017 года, Межпарламентская ассамблея СНГ) — за заслуги в деле развития и укрепления парламентаризма, за вклад в развитие и совершенствование правовых основ функционирования Содружества Независимых Государств, укрепление международных связей и межпарламентского сотрудничества[127].
- Золотая медаль «Древо дружбы» (2008 год, Межпарламентская ассамблея СНГ)[128].
- Золотая медаль Международной федерации мира и согласия „В честь укрепления мира и согласия между народами“
- Золотая медаль Парламента Арабской Республики Египет
- Золотая медаль Блохина» (2010) — «за выдающийся вклад в развитие здравоохранения и поддержки медицинских наук»[75]
- Золотая юбилейная медаль имени Авиценны — «за вклад в развитие национальной культуры, сохранения культурно-исторических памятников и укрепление сотрудничества с ЮНЕСКО»[129].
- Медаль «За содействие развитию науки» (2001)[75]
- Золотая медаль Олимпийского комитета Китая (2012)[130]
- Рубиновая звезда «Миротворец»
- Международная награда Петра Великого

### Премия и почётные звания
- Премия мира Организации Объединённых Наций
- Премия Международного фонда писателей и журналистов Турецкой Республики
- Почётный доктор Киевского Национального университета имени Тараса Шевченко (2008)[75]
- Почётный президент Центрально-азиатской федерации самбо (2009)[75]
- Почётный профессор Уральского государственного горного университета (УГГУ) (2009)
- Почётный профессор Московского государственного университета имени М. В. Ломоносова (2009)
- Почётный профессор востоковедения в Институте востоковедения Российской Академии наук (2009)
- Почётный профессор Уфимского государственного нефтяного технического университета (УГНТУ) (2015)
- Почётный доктор Азербайджанской дипломатической академии (2018 год)[131]
- Медаль Азербайджанской дипломатической академии (2018 год)[131]
- Почётный гражданин города Бишкек[132].
- Чёрный пояс по тхэквондо[133]

## Высказывания
В марте 2014 года заявил о том, что создание и развитие таджикской версии «Википедии» — это добрая инициатива, и она будет поддержана государством.

## Казусы
- 9 мая 2021 года во время прямой трансляции с Парада 76-й годовщины Победы в Великой Отечественной войне на Красной площади Москвы, ведущая Первого канала, представляя единственного гостя-главы государства на этом мероприятии — президента Таджикистана Эмомали Рахмона, ошибочно назвала его имя «Эммануэлем», по всей видимости спутав его с французским президентом Эмманюэлем Макроном, который не был на этом параде, но быстро исправила сама себя: «Сейчас на ваших экранах президент России Владимир Путин и рядом с ним президент Таджикистана Эммануэль Рахмон, хм, Эмона.. Эмомали Рахмон». Этот ляп ведущей быстро разлетелся по новостным сайтам и соцсетям и вызвал разные реакции[135][136].

## Публикации и работы
- Рахмонов, Эмомали. Тысяча лет в одну жизнь // Независимая газета : газета. — 1999. — 31 августа. — С. 8.
- Абдуфаттох Шарифзода, Шамсиддинов Садриддин, Косими Заробиддин. Президент. — Ирфон. — Душанбе, 2011. — С. 372.
- Абдуфаттох Шарифзода, Носир Салимов. Признанный миром таджик. — Ирфон. — Душанбе, 2011. — С. 372.
- Абдуфаттох Шарифзода, Анвар Асадов. Таджикистан — 20. — Ирфон. — Душанбе, 2011. — С. 372.
- Абдуфаттох Шарифзода, Заробиддини Косими. Эмомали Рахмон и мировое сообщество. — Ирфон. — Душанбе, 2011. — С. 372.